# 소피 헝거
조피 훙어(Sophie Hunger, 1983년 8월 31일 ~ )는 스위스의 싱어송라이터이다.

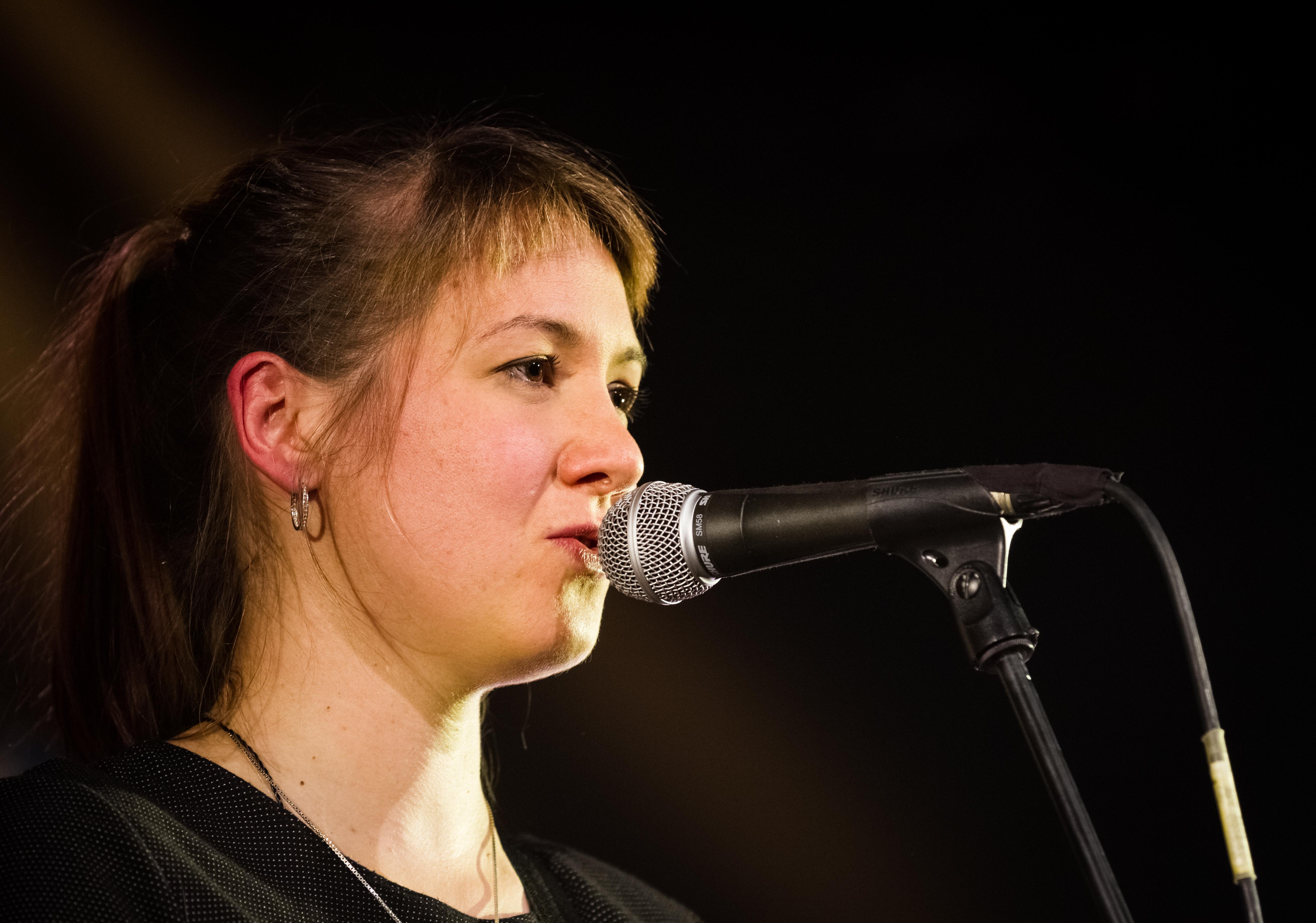
조피 훙어 2015

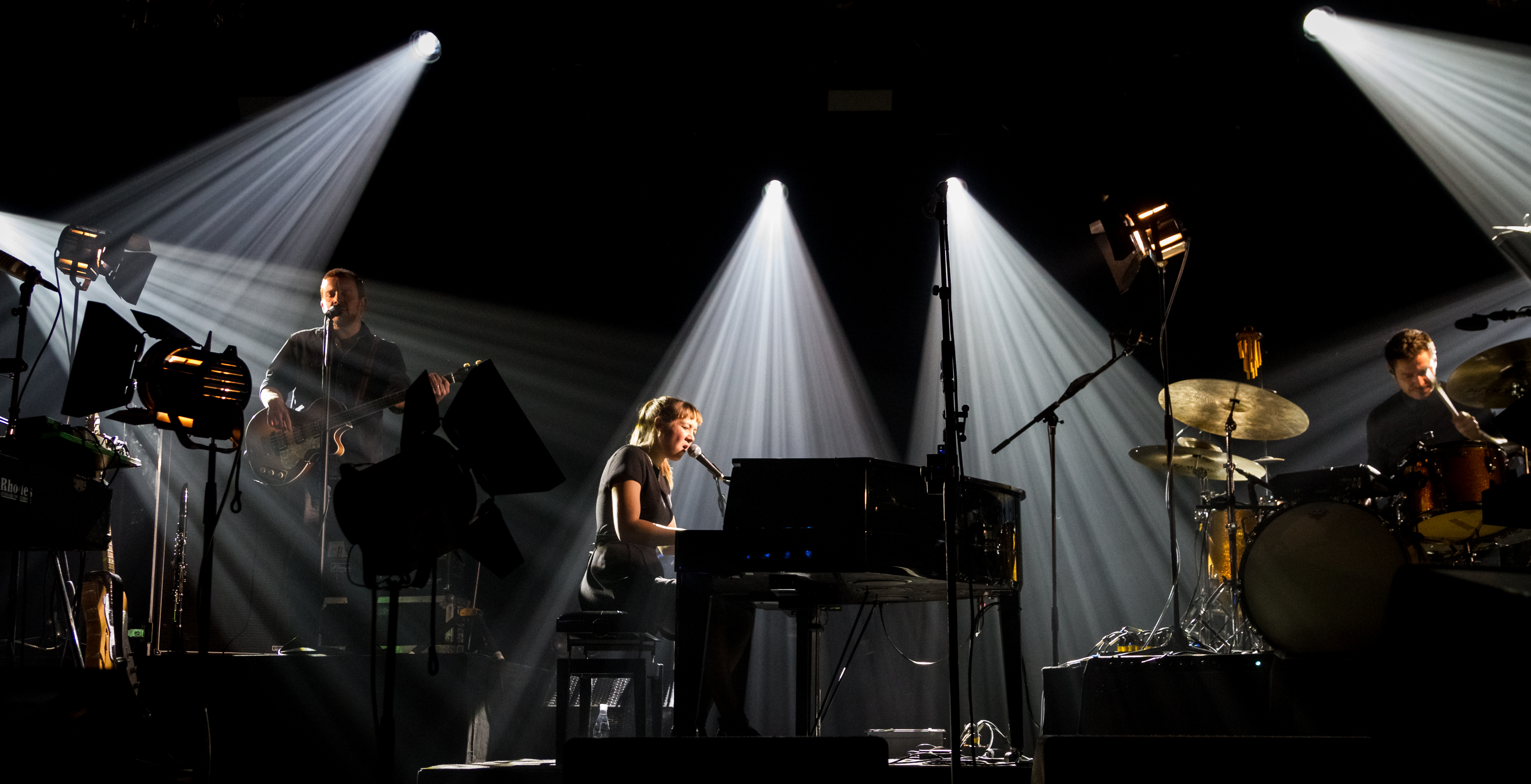
조피 훙어 2015